# Dospej
Dospej (Bulgaars: Доспей) is een dorp in het westen van Bulgarije. Het dorp is gelegen in de gemeente Samokov in de oblast Sofia. De afstand tot Sofia is hemelsbreed 45 km. 

## Bevolking
Het dorp telde in december 2019 526 inwoners, een daling vergeleken met het maximum van 1.268 in 1956.
|  |

Van de 613 inwoners reageerden er 578 op de optionele volkstelling van 2011. Van deze 578 respondenten identificeerden 576 personen zichzelf als etnische Bulgaren (99,7%). 2 respondenten (0,3%) gaven geen etniciteit op.

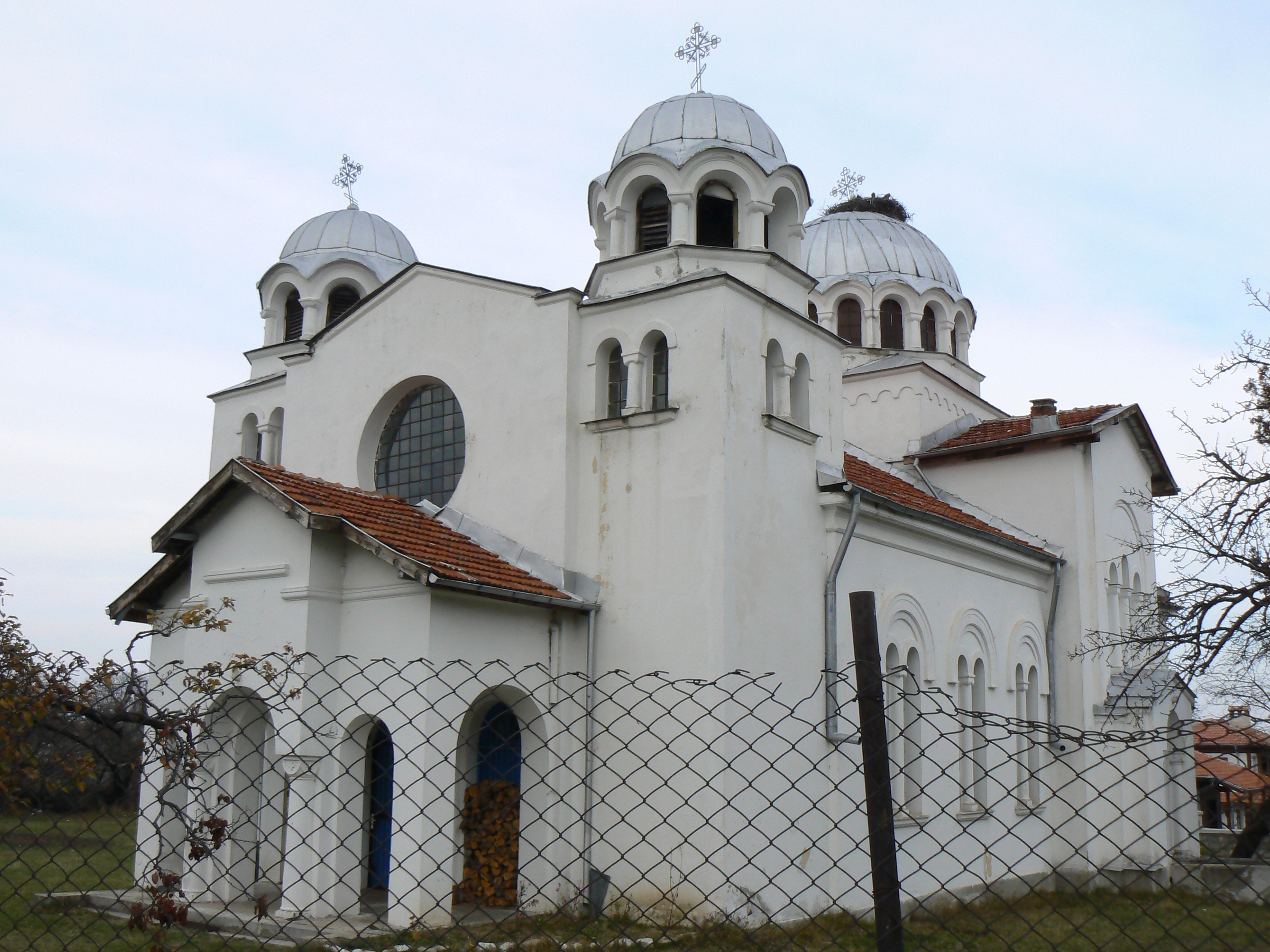
De Sint-Pieters-en-Pauluskerk

| Etniciteit   | Aantal | %     |
| ------------ | ------ | ----- |
| Bulgaren     | 576    | 99,7% |
| Turken       | ...    | ...   |
| Roma         | ...    | ...   |
| Overig       | 2      | 0,3%  |
| Respondenten | 578    |       |

Alino · Beltsjin · Beltsjinski Bani · Beli Iskar · Dolni Okol · Dospej · Dragoesjinovo · Goetsal · Gorni Okol · Govedartsi · Jarebkovitsa · Jarlovo · Klisoera · Kovatsjevtsi · Lisets · Madzjare · Mala Tsarkva · Maritsa · Novo Selo · Popovjane · Prodanovtsi · Radoeil · Rajovo · Relovo · Sjipotsjane · Sjiroki Dol · Samokov · Zlokoetsjene